# Vlada Tretjega rajha
Vlada Tretjega rajha je naziv za vlado Nemčije med letoma 1933 in 1945 v času Tretjega rajha.

## Položaji
Führer und Reichskanzler
- Adolf Hitler (1934-1945)

Reichspräsident
- Karl Dönitz (1945)

Kanzler
- Adolf Hitler (1933-1945)
- Joseph Goebbels (1945)[4]

Vizekanzler
- Franz von Papen (1933-1934)

Reichsarbeitsminister
- Franz Seldte (1933-1945)
- Theodor Hupfauer (1945)[4]

Reichsaußenminister
- Konstantin von Neurath (1932-1938)
- Joachim von Ribbentrop (1939-1945)
- Arthur Seyss-Inquart (1945)[4]

Reichsfinanzminister
- Lutz Schwerin von Krosigk (1933-1945)

Reichsjustizminister
- Franz Gürtner (1933-1941)
- Franz Schlegelberger (1941-1942)
- Otto Thierack (1942-1945)

Reichsminister des Innern
- Wilhelm Frick (1933-1943)
- Heinrich Himmler (1943-1945)
- Paul Giesler (1945)[4]

Reichsminister für Bewaffnung und Munition
- Fritz Todt (1940-1942)
- Albert Speer (1942-1945)
- Karl Saur (1945)[4]

Reichsminister für die besetzten Ostgebiete
- Alfred Rosenberg (1941-1945)

Reichsminister für die kirchlichen Angelegenheiten
- Hans Kerrl (1935-1941)
- Hermann Muhs (1941-1945)

Reichsminister für Ernährung und Landwirtschaft
- Alfred Hugenberg (1933)
- Walther Darré (1933-1943)
- Herbert Backe (1943-1945)

Reichsminister für Luftfahrt
- Hermann Göring (1933-1945)

Reichsminister für Volksaufklärung und Propaganda
- Joseph Goebbels (1933-1945)
- Werner Naumann (1945)[4]

Reichsminister für Wissenschaft, Erziehung und Volksbildung
- Bernhard Rust (1934-1945)

Reichsverkehrs- und Reichspostminister
- Paul Freiherr von Eltz-Rübenach (1933-1937)
- Wilhelm Ohnesorge (1937-1945)

Reichswehrminister
- Werner von Blomberg (1933-1938)
- Karl Dönitz (1945)[4]

Reichswirtschaftsminister
- Alfred Hugenberg (1933)
- Karl Schmitt (1933)
- Hjalmar Schacht (1933-1937)
- Walther Funk (1937-1945)